# デブリードマン
デブリードマン（英語: Debridement, [dɪˈbriːdmənt]）とは、感染・壊死組織を除去し、創を清浄化することで他の組織への影響を防ぐ外科処置のこと。フランス語で「切開」を意味する debridement に由来する。略して「デブリ」、あるいはデブリドマン、デブリードメントとも呼ばれる。
感染、壊死組織は正常な肉芽組織の成長の妨げとなるため、デブリードマンは創傷外科治癒の原則である。ただし、主要な神経、血管、腱に対するデブリードマンは一般に禁忌となる。診療報酬点数表上の区分はK-002、さらに「創傷処理に対する加算」であるデブリードマン加算がある。

## 術法
外科的デブリードマン
メスやハサミを用いて創の異物、壊死組織を切除。サージトロンなどによる電気焼却。
化学的デブリードマン
外用剤を用いて創の異物、壊死組織を溶解。
保存的デブリードマン
特殊な素材に創の異物、壊死組織を吸収させる。
また1990年代からは、蛆を用いたデブリードマン（マゴットセラピー）も行われるようになっている。